# Le Serpent vert
Le Serpent vert (Das Märchen) est un conte merveilleux et symbolique de Johann Wolfgang von Goethe publié en 1795 dans la revue de Friedrich Schiller Die Horen (Les Heures).

## Contexte historique
Paru en 1795 dans la revue Die Horen de Friedrich Schiller, « Le Conte » (Das Märchen) de Goethe vient à la suite de  « Entretiens d'émigrés allemands », dont la toile de fond est la Révolution française de 1789.

## Thème
Le conte met en scène la rencontre impossible de deux jeunes gens vivant au sein d'un monde divisé par un fleuve. La jeune fille, atteinte d'un maléfice, ne peut être touchée par aucun être vivant sans provoquer leur mort. Le jeune homme, désespéré, cherche à l'enlacer, et meurt. Il faudra la mobilisation de personnages très divers pour ramener celui-ci à la vie et permettre son mariage avec la jeune fille: un serpent vert, deux feux follets, un passeur, un vieux sage et son épouse. Ceux-ci vont réveiller quatre rois qui attendent leur heure de longue date dans un temple enfoui au cœur d'une montagne. Les temps étant révolus, le temple sort de terre, le jeune homme est sacré roi, et le monde est réuni par le sacrifice du serpent, qui se transforme en pont entre les deux rives.

## Éditions, traductions françaises
- In: (de) Johann Wolfgang Goethe, Sämtliche Werke nach Epochen seines Schaffens, München/Wien, Münchner Ausgabe (Hrsg=Karl Richter u. a.), vol. 4.1, 1988, p. 1053–1055.

### Traductions françaises
- Dans : Johann Wolfgang von Goethe, « Entretiens d’émigrés allemands : Conte », Œuvres de Goethe, tome VII : « Les années de voyage », traduction nouvelle par Jacques Porchat, Paris, Librairie de L. Hachette et Cie, 1860, p. 501-532.
- Johann Wolfgang Von Goethe, Le Serpent vert, traduit et commenté par Oswald Wirth, préface d'Albert Lantoine, Éd. Dervy, 1935 (rééd. 1999)  (ISBN 978-2-84454-009-6), Éditions de la République des Lettres,  (ISBN 9782824905648) résumé :  [lire en ligne]